# Hand in Hand (canción de Koreana)
«Hand in Hand» (Coreano: 손에 손 잡고; RR: Sone Son Japgo) es una canción de la banda surcoreana Koreana que fue el tema oficial de los Juegos Olímpicos de Seúl 1988 celebrados en Seúl, Corea del Sur. Está cantada tanto en coreano como en inglés y fue producida por Giorgio Moroder. Su letra en inglés fue escrita por Tom Whitlock, mientras que su letra en coreano fue escritas por Kim Moon-hwan. 
"Hand in Hand" encabezó las listas de éxitos musicales de varios países europeos, incluidos Noruega, Suecia, Suiza y Alemania. En 2013, Moroder dijo que el cantante original de la grabación del demo que presentó a PolyGram era Joe Pizzulo, no Koreana.

## Posicionamiento en listas
| Lista (1988)                                     | Máxima posición |
| ------------------------------------------------ | --------------- |
| Alemania Occidental (Offizielle Deutsche Charts) | 1               |
| Australia (Kent Music Report)                    | 98              |
| Austria (Ö3 Austria Top 40)                      | 7               |
| Dinamarca (IFPI)                                 | 3               |
| Europa (Eurochart Hot 100)                       | 4               |
| Finlandia (Suomen virallinen lista)              | 21              |
| Noruega (VG-lista)                               | 1               |
| Portugal (AFP)                                   | 3               |
| Suecia (Sverigetopplistan)                       | 1               |
| Suiza (Schweizer Hitparade)                      | 1               |

## Certificaciones
| País (organismo certificador) | Certificación | Unidades certificadas |
| ----------------------------- | ------------- | --------------------- |
| Alemania (BVMI)               | Oro           | 250 000               |
| Suiza (IFPI Suiza)            | Oro           | 25 000                |